# Nathan Burgers
Nathan Burgers, född den 20 mars 1979 i Ayr, Australien, är en australisk landhockeyspelare.
Han tog OS-brons i herrarnas landhockeyturnering i samband med de olympiska landhockeytävlingarna 2012 i London.